# Maltese (série télévisée)
Pour les articles homonymes, voir Maltese.
Maltese (Maltese - Il romanzo del Commissario) est une mini-série télévisée policière italienne. Elle est diffusée en 2017 sur RAI 1 puis en 2018 en France, redécoupée en huit épisodes, sur France 3 .
Située en 1976, elle relate le retour en Sicile du Commissaire Dario Maltese venu enquêter sur l'assassinat de son ami d'enfance. Il doit y affronter un passé douloureux et les manigances criminelles de la mafia.
Les scénaristes de la série, Leonardo Fasoli et Maddalena Ravagli, ont déjà travaillé ensemble sur Gomorra.

## Synopsis
Dario Maltese est commissaire de police à Rome dans la brigade des stupéfiants. En 1976, il décide de revenir passer quelques jours dans sa ville natale, Trapani, afin d'y être le témoin de mariage de son ami d'enfance, lui aussi devenu policier, Peralta. Mais ce dernier est assassiné devant lui. Maltese qui a quitté la Sicile vingt ans plus tôt à la suite de la mort tragique de son père, demande à contrecœur et par devoir sa mutation dans l'île pour enquêter sur l'assassinat de son ami dont il reprend les fonctions.
Maltese est rapidement convaincu que Peralta a été victime d'une exécution de la mafia mais il manque de preuve et son hypothèse dérange. L'enquête est fermement réorientée vers une affaire de mœurs avec d'autant plus de facilité qu'un article compromettant est paru dans un journal corrompu. Maltese s'obstine, secondé par une équipe d'enquêteurs et discrètement aidé par une charmante photographe et son ami journaliste. Alors que les témoins qu'il retrouve lui racontent des histoires incohérentes, disparaissent ou se transforment en cadavres, le policier demeure persuadé qu'il existe des liens entre la mafia, la politique et la finance.

## Distribution
- Kim Rossi Stuart (VF : Jean-Pierre Michaël) : Commissaire Dario Maltese
- Rike Schmid (VF : Audrey Sourdive) :  Elisa Ripstein, photographe de presse
- Francesco Scianna (VF : Thomas Roditi) : Mauro Licata, journaliste et compagnon d'Elisa
- Antonio Milo (VF : Jean-François Aupied) :  Saverio Mandara, inspecteur de police
- Alessandro Schiavo : Lucio De Falco, U chiovu (« Le Clou »)
- Marco Leonardi: Cesare Millocca, U normannu (« Le Normand »)
- Rosario Terranova (VF : Franck Capillery) : Ernesto Lo Giudice, U' cunigghiu (« Le Lièvre »)
- Roberto Nobile (VF : Achille Orsoni) : Questore Aldo Saura
- Eros Pagni : Procureur Leonci
- Michela Cescon  : Gabriella Montano, substitut du procureur
- Giuseppe Pattavina : Melendez, Sénateur et grand propriétaire
- Valeria Solarino (VF : Juliette Degenne): Giulia Melendez, fille du sénateur
- Enrico Lo Verso (VF : Philippe Dumond) : Luciano Consalvo, banquier et époux de Giulia
- Paolo Ricca  : Francesco Consalvo
- Clòe Romagnoli (VF : Maryne Bertieaux) : Noa Maltese, la fille de Maltese
- Giuseppe Schillaci: Loris Misilmeri
- Marc Duret : le Marseillais

Version française :
MFP - France 3
Direction artistique :
Coco Noël 
Source VF:
Carton de doublage, lors de la diffusion sur France 3.

## Épisodes
La série est diffusée du 8 au 16 mai 2017 sur Rai1 sous la forme de 4 épisodes de 90 minutes.
1. Épisode 1
2. Épisode 2
3. Épisode 3
4. Épisode 4

En France, elle est diffusée sous la forme de 8 épisodes de 50 minutes environ sans titre mais numérotés.

## Fiche technique
- Titre original : Maltese - Il romanzo del commissario
- Titre français : Maltese
- Création : Nicola Badalucco, Leonardo Fasoli et Maddalena Lavagni
- Réalisation : Gianluca Maria Tavarelli
- Scénario : Leonardo Fasoli, Maddalena Ravagli et Nicola Badalucco
- Photographie : Marco Pieroni
- Montage : Alessandro Heffler
- Musique : Ralf Hildenbeutel
- Production : Patrizia Massa
  - Production exécutive : Patrizia Massa et Francesco Morbilli
- Sociétés de production : Palomar et Rai Fiction
- Pays d’origine :  Italie
- Langue originale : italien, sicilien
- Format : couleur - 2:1 - son Dolby Digital
- Genre : policier
- Durée : 4 × 90 minutes (en France : 8 × 50 minutes)

## Production
La série se situe en 1976, époque où dans certains milieux officiels et journalistiques les méfaits de la mafia sont encore largement minorés alors que celle-ci s'enrichit de façon considérable grâce au trafic de drogue. L'histoire, créée et écrite par Leonardo Fasoli, Maddalena Ravagli et Nicola Badalucco, est très ancrée dans son temps et la réalisation a été particulièrement attentive à recréer les années 1970 au travers des voitures, des décors et des costumes. Le choix de plusieurs acteurs siciliens, aptes à restituer des répliques en sicilien et l'accent de Trapani, renforce la crédibilité de l'ensemble.
Kim Rossi Stuart affirme avoir revisionné la série La Mafia (1984-2001) qui reste pour lui une œuvre clef toujours d'actualité et avoir complété la création de son personnage en s'inspirant du commissaire Ninni Cassarà assassiné par la mafia en 1985. Quant à lui, Francesco Scianna pour interpréter Mauro Licata a emprunté au journaliste militant Mauro Rostagno lui aussi assassiné par la mafia en 1988.

## Voir Aussi
- Liste de séries policières italiennes